# Сухопутные войска Польши
Сухопутные войска Польши (пол. Wojska Lądowe Rzeczypospolitej Polskiej; WL) — один из четырёх видов вооружённых сил Республики Польша (наряду с Военно-воздушными силами, Военно-морским флотом и Специальными войсками).

## Организация сухопутных войск

Структура сухопутных войск Польши на 2023 год.

ОШС польских дивизий на 2023 год

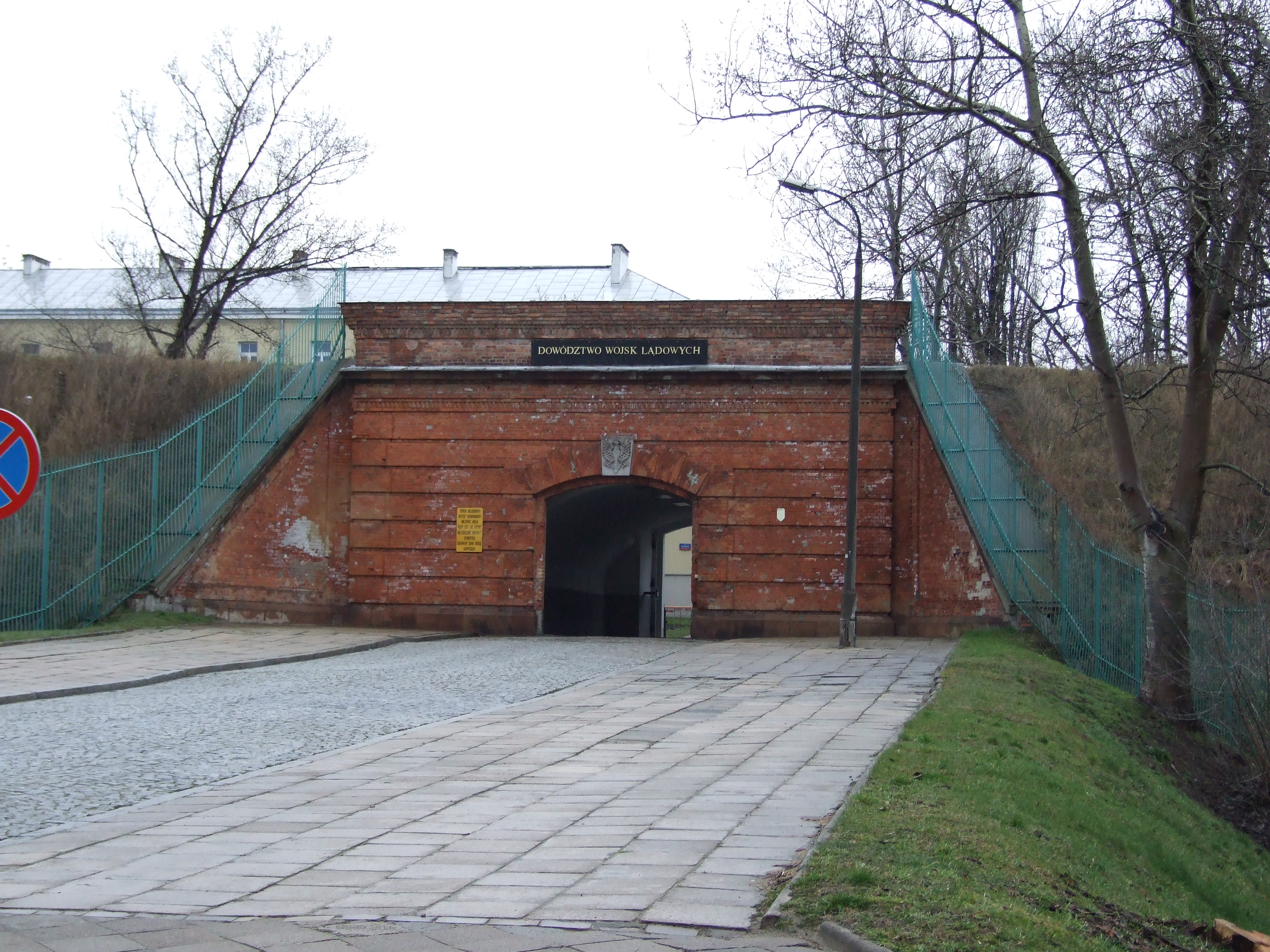
Вход в штаб Сухопутных войск в варшавской цитадели

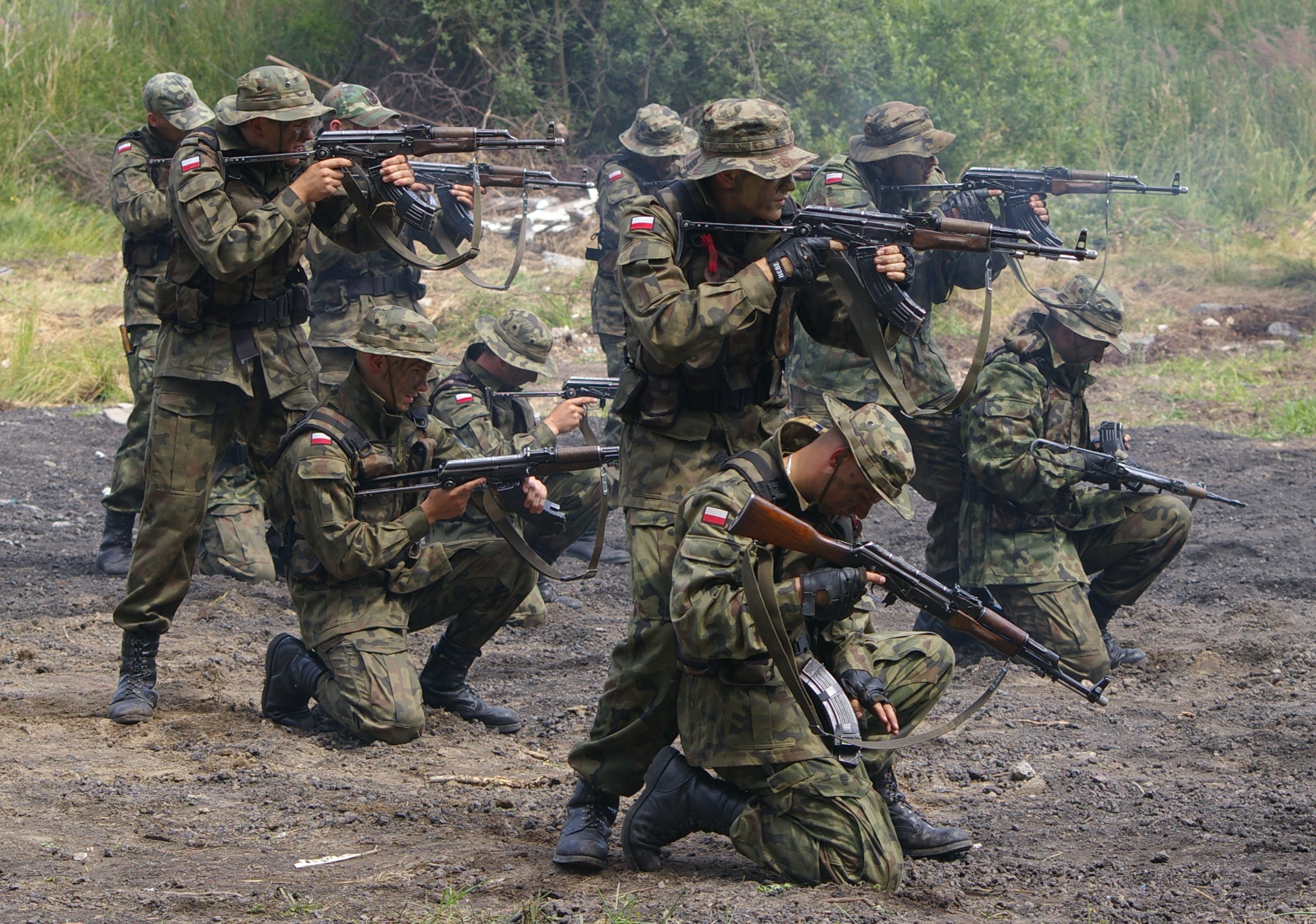
Солдаты 12-й механизированной Щецинской дивизии

Современные польские сухопутные войска сформировались после Второй мировой войны при поддержке Советского Союза. До настоящего времени на вооружении войск находится много советского или выпущенного по советской лицензии оружия.
После войны в Польше было создано семь военных округов, затем в 1949 году, когда министром обороны Польши был маршал Константин Рокоссовский, их численность уменьшилась до четырёх, а с 1953 года до 1992 года было три военных округа (Поморский, Силезский и Варшавский) с механизированными корпусами в каждом. Два округа, прилегающие к немецкой границе, в 1990 году имели по четыре дивизии и были развёрнуты в соответствии с генеральной советской доктриной. В столичном округе находилась 1-я Варшавская механизированная дивизия имени Тадеуша Костюшко с учебными подразделениями.
С окончанием холодной войны структура армии упростилась — сокращены все армейские корпуса, упразднены военные округа. В строю осталось четыре дивизии и шесть бригад.

### Рода войск
- Бронетанковые и механизированные войска (Wojska Pancerne i Zmechanizowane)
- Аэромобильные войска (Wojska Aeromobilne)
- Ракетные войска и артиллерия (Wojska Rakietowe i Artylerii)
- Войска противовоздушной обороны (Wojska Obrony Przeciwlotniczej)
- Инженерные войска (Wojska Inżynieryjne)
- Химические войска (Wojska Chemiczne)
- Войска разведки и радиоэлектронной борьбы (Wojska Rozpoznania i Walki Elektronicznej)
- Войска связи и информатики (Wojska Łączności i Informatyki)
- Материально-техническое обеспечение (Jednostki wsparcia logistycznego)[4]

### Головные структуры
После создания Инспектората обеспечения Вооружённых сил (пол. Inspektorat Wsparcia Sił Zbrojnych) структура сухопутных войск значительно изменилась.

### Формирования (штаб-квартира)
- 1-я пехотная дивизия легионов[пол.] (Цеханув)
  - Управление (Цеханув)
  - 1-я механизированная бригада легионов (Каракуле)
  - 2-я моторизованная бригада легионов (Воеводзин)
  - 2-я бронетанковая бригада легионов (Червоны Бор)
  - Артиллерийская бригада легионов (Илава)
  - 3-й сапёрный полк (Хелмно)
  - 1-й противотанковый полк (Велбарк)
  - 1-й полк МТО (Млава)
  - 1-й батальон связи (Цеханув)
  - 1-й разведывательный батальон (Белосток)
  - 3-й химический батальон (Бродница)
  - 1-й дивизион 1-го полка ПВО (Остроленка)
- 8-я пехотная дивизия Армии Крайовой[пол.] имени Ромуальда Траугутта (Нове-Място-над-Пилицон) (в планах)[5]
  - Управление (Нове-Място-над-Пилицон)
  - Бронетанковая бригада (Мелец и Кольбушова)
  - Механизированная бригада (Лазиска к. Радом)
  - Механизированная бригада (Радуч)
  - Моторизованная бригада (Лешно)
  - Артиллерийская бригада (Домбрувка к. Серадз)
  - Полк ПВО (Гневенцин)
  - Противотанковый полк (Болестице и Пиолунка)
  - Полк МТО (Янушевице)
  - Батальон связи (Нове-Място-над-Пилицон)
  - Разведывательный батальон (Радуч)
  - Химический батальон (Кучков)
- 11-я бронекавалерийская Любушская дивизия имени короля Яна III Собеского (Жагань)
  - 10-я бронекавалерийская бригада имени генерала брони Станислава Мачека (Свентошув)
  - 34-я бронекавалерийская бригада имени великого коронного гетмана Яна Замойского (Жагань)
  - 17-я механизированная Великопольская бригада имени генерала брони Юзефа Довбор-Мусницкого (Мендзыжеч)
  - 23-й артиллерийский Силезский полк имени генерала брони Тадеуша Розвадовского (Болеславец)
  - 4-й зенитный ракетный Зеленогорский полк имени дивизионного генерала Стефана Ровецкого (Червеньск)
  - 11-й полк материально-технического обеспечения (Жагань)
  - 11-й батальон управления (Жагань)
- 12-я механизированная Щецинская дивизия имени Болеслава Кривоустого (Щецин)
  - 2-я механизированная бригада легионов имени маршала Юзефа Пилсудского (Злоценец)
  - 7-я механизированная Поморская бригада береговой обороны имени бригадного генерала Станислава Гжмот-Скотницкого (Слупск)
  - 12-я механизированная бригада имени генерала брони Юзефа Халлера (Щецин)
  - 5-й артиллерийский Любушский полк (Сулехув)
  - 8-й зенитный ракетный полк (Кошалин)
  - 8-й полк материально-технического обеспечения (Колобжег)
  - 12-й батальон управления
- 16-я механизированная Поморская дивизия[пол.] имени короля Казимира IV Ягеллончика (Эльблонг)
  - 9-я бронекавалерийская Браневская бригада имени короля Стефана Батория (Бранёво)
  - 15-я механизированная Гижицкая бригада имени Завиши Чёрного (Гижицко)
  - 20-я механизированная Бартошицкая бригада (Бартошице)
  - 11-й артиллерийский Мазурский полк[~ 2] (Венгожево)
  - 15-й зенитный ракетный полк (Голдап)
  - 18-й полк материально-технического обеспечения (Ломжа)
  - 16-й батальон управления (Эльблонг)
- 18-я механизированная Железная дивизия[пол.] имени генерала Тадеуша Бука (Седльце)
  - 1-я бронетанковая бригада имени Тадеуша Костюшко (Весёла, район Варшавы) (Леопард 2PL)
  - 18-я моторизованная бригада (Седльце) (18. Brygada Zmotoryzowana)
  - 19-я механизированная Люблинская бригада (Люблин)
  - 21-я бригада подгальских стрелков (Жешув)
  - 18-й полк материально-технического обеспечения (Ломжа)
  - 18-й батальон управления

### Отдельные бригады
- 6-я воздушно-десантная бригада[пол.] имени бригадного генерала Станислава Франтишека Сосабовского (Краков)
  - 6-й воздушно-десантный батальон (Гливице)
  - 16-й воздушно-десантный батальон (Краков)
  - 18-й воздушно-десантный батальон (Бельско-Бяла)
  - 6-й батальон управления (Краков)
  - 6-й батальон обеспечения (Краков)
- 25-я бригада воздушной кавалерии имени князя Юзефа Понятовского (Томашув-Мазовецкий)
  - 1-й батальон воздушной кавалерии (Лезьница Велька гмины Паженчев)
  - 7-й батальон воздушных улан (Томашув-Мазовецкий)
  - 1-я вертолётная эскадрилья (Лезьница Велька)
  - 7-я вертолётная эскадрилья (Новы Глинник)
  - 25-й батальон управления (Томашув-Мазовецкий)
  - 25-й батальон обеспечения[пол.] (Новы Глинник)
- 1-я бригада армейской авиации[пол.] (Иновроцлав)
  - 49-я вертолётная база (Прущ-Гданьский)
  - 46-я вертолётная база (Иновроцлав)
  - Разведывательная эскадрилья (Мирославец)
- 1-я Поморская бригада материально-технического обеспечения[пол.] (Быдгощ)
- 10-я Опольская бригада материально-технического обеспечения[пол.] (Ополе)

### Отдельные полки
- 2-й разведывательный Грубешовский полк (Грубешов)
- 9-й разведывательный Варминьский полк (Лидзбарк-Варминьски)
- 18-й разведывательный полк (Белосток)
- 1-й Бжегский сапёрный полк[пол.] (Бжег)
- 2-й Казуньский сапёрный полк[пол.] (Казунь Новы)
- 2-й инженерный полк (Иновроцлав)
- 5-й инженерный полк (Щецин)
- 2-й центр радиоэлектронной разведки (Пшасныш)
- 4-й полк РХБЗ (Бродница)
- 5-й полк РХБЗ (Тарновске-Гуры)

### Учебные формирования
- Центр доктрины и подготовки вооружённых сил (Быдгощ)
- Учебный центр сухопутных войск имени Стефана Чарнецкого (Познань)
- Дравский учебный центр сухопутных войск (Олешно)
- Высшая офицерская школа сухопутных войск имени генерала Тадеуша Костюшко (Вроцлав)
- Учебный центр артиллерии и вооружения имени генерала Юзефа Бема (Торунь)
- Учебный центр инженерных и химических войск (Вроцлав)
- Учебный центр связи и информатики (Зегже, Мазовецкое воеводство)
- Учебный центр военно-медицинской службы (Лодзь)
- Учебный центр поисково-спасательной службы (Быдгощ)
- Учебный центр для миротворческих сил (Кельце)
- 1-й учебный центр подготовки водителей (Грудзёндз)
- 2-й учебный центр подготовки водителей (Оструда)
- Школа младших командиров (подофицеров) сухопутных войск (Зегже)
- Школа младших командиров сухопутных войск (Познань)
- Школа младших командиров сухопутных войск (Вроцлав)
- Школа младших командиров сухопутных войск (Торунь)
- Учебный полигон сухопутных войск (Маломице, Любушское воеводство)
- Учебный полигон сухопутных войск (Бяла-Писка)
- Учебный полигон сухопутных войск (Нова-Демба)
- Учебный полигон сухопутных войск (Венджин, Любушское воеводство)

### Другие формирования и объекты
- Три базы хранения оборудования
- Восемь региональных материальных баз
- Четыре окружных технических центра (Грудзёндз, Ястжембе Шлёнские, Журавица, Новы Двур-Мазовецки)
- Семь региональных технических центров
- Семь военных госпиталей
- Десять военно-транспортных команд
- Шестнадцать воеводских военных штабов
- 128 призывных пунктов
- Гауптвахта (Цеханув)

## Структура Сухопутных войск
Польские сухопутные войска на начало 2022 года имели 797 танков (по 58 в батальоне), 410 122/152/155-мм САУ, 1611 БМП и 28 ударных вертолётов. Войска включают механизированные и бронетанковые части, ракетно-артиллерийские войска, войска противовоздушной обороны, инженерные войска, химические войска, войска связи и информатики, аэромобильные войска.

## Вооружение и военная техника

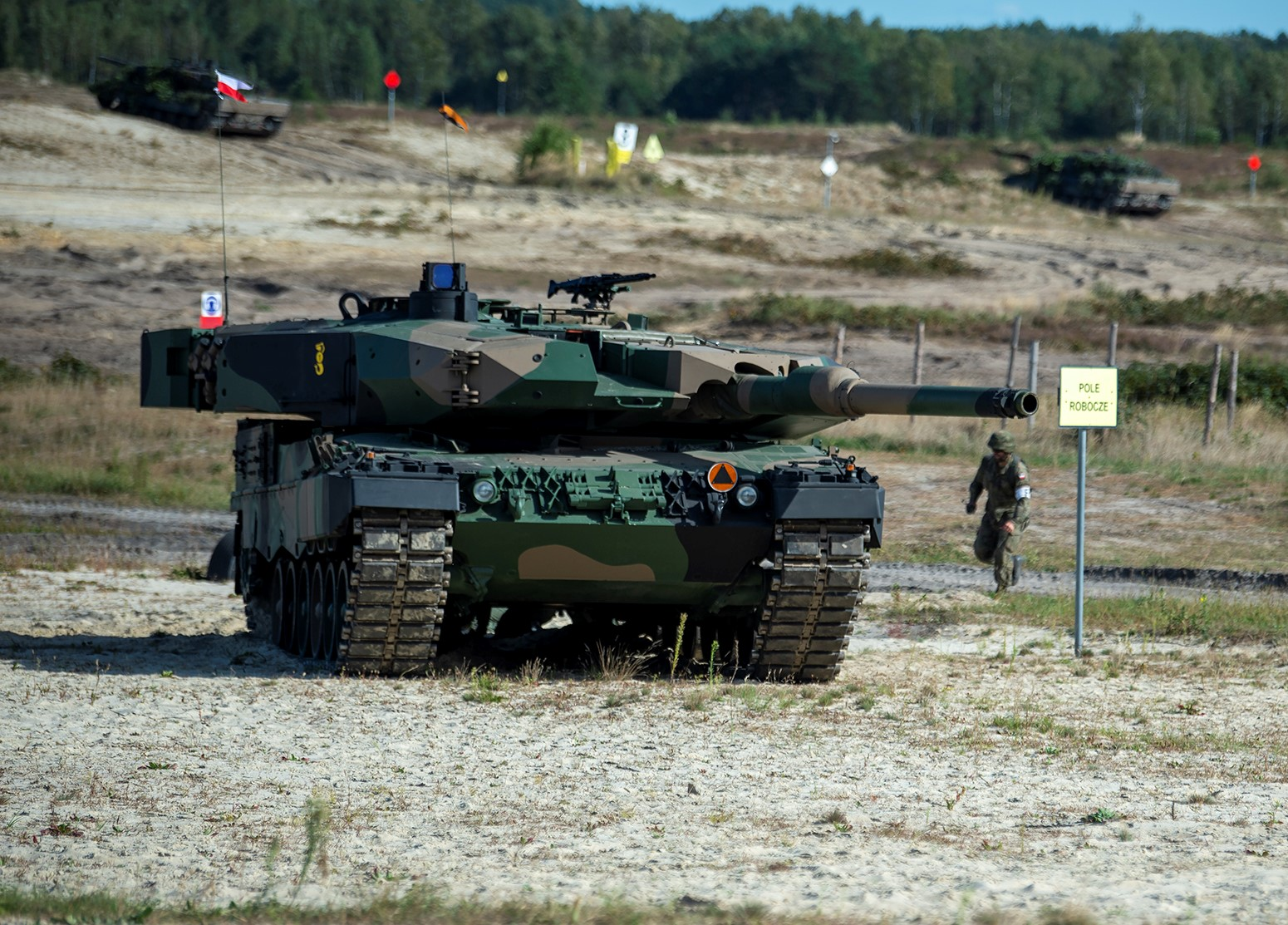
Леопард 2ПЛ
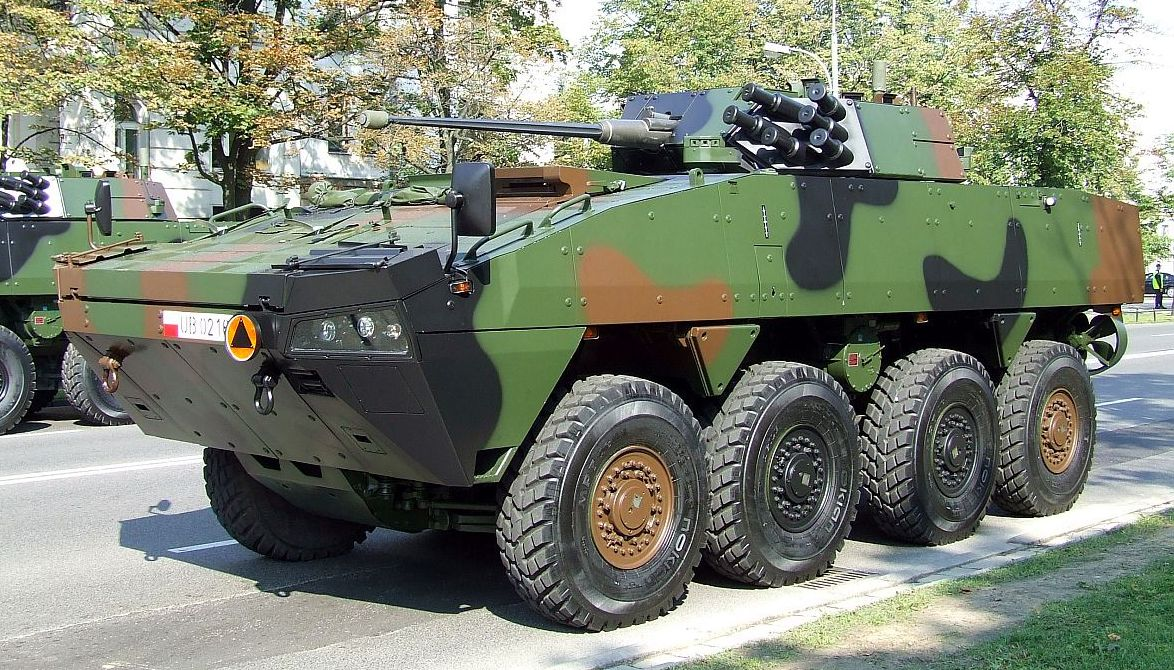
ББМ «Росомак»
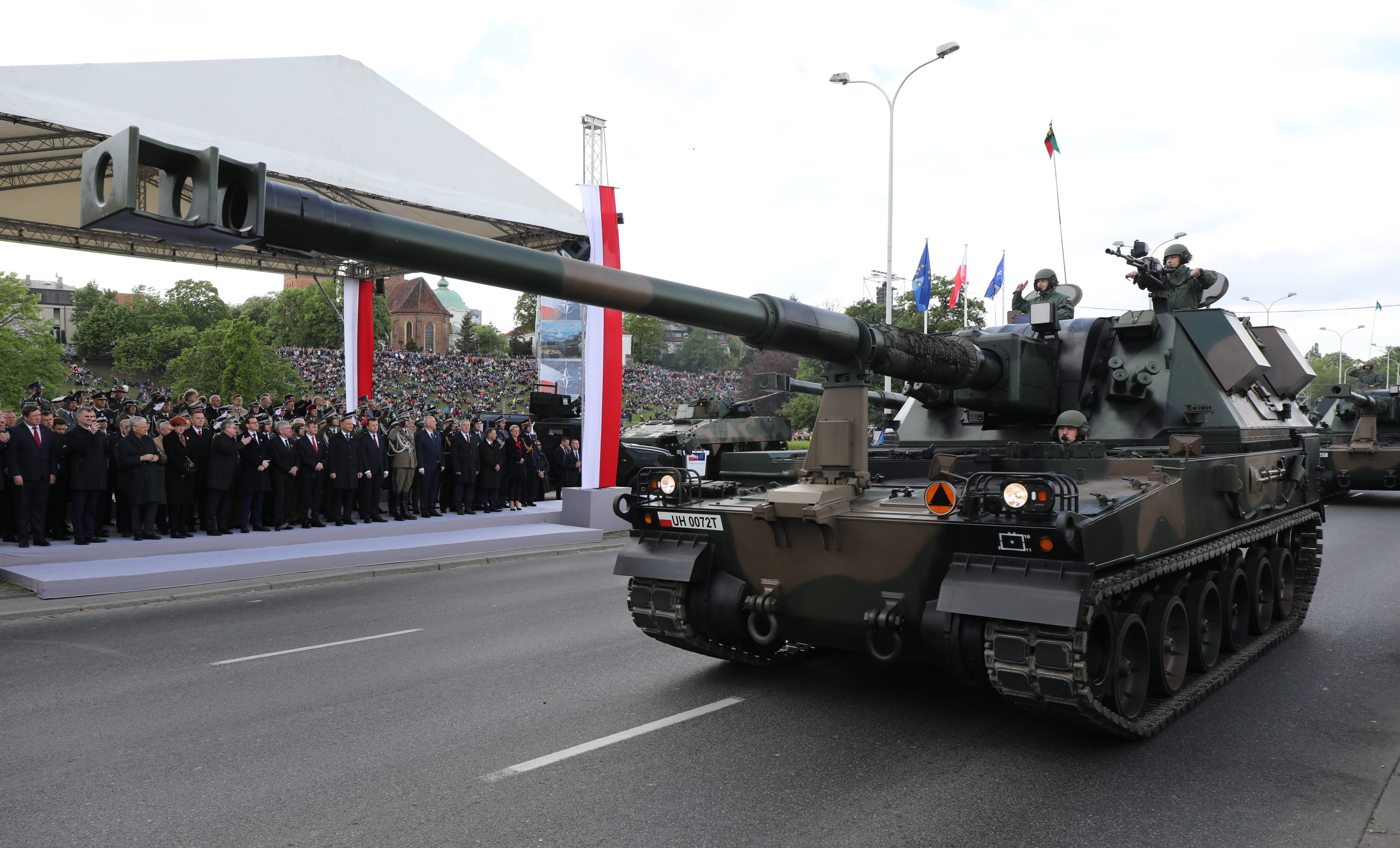
САУ «Краб»
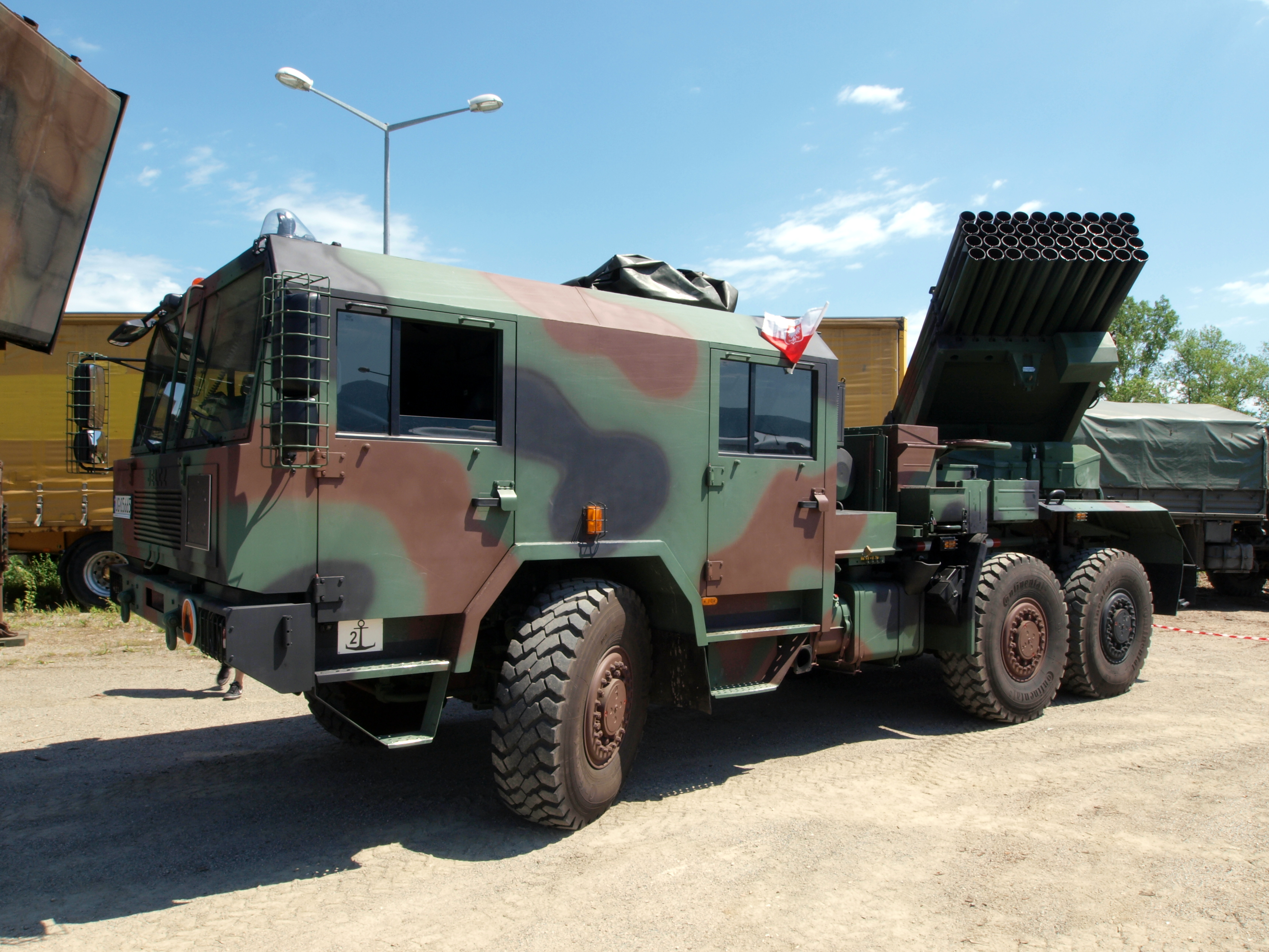
РСЗО «Лангуст»
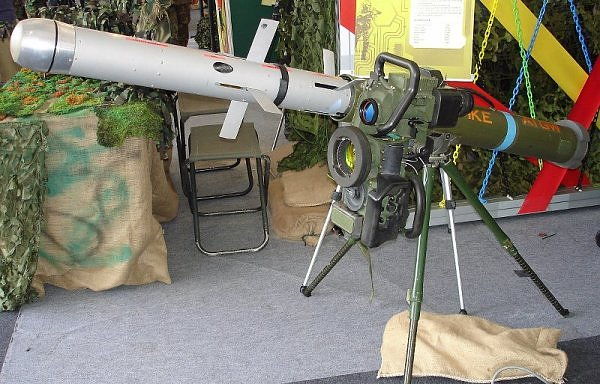
ПТРК «Спайк»

## Командующие сухопутными войсками

Флаг Командующего Сухопутными войсками Польши

- 4 апреля 1997 — 29 сентября 2000 — генерал брони Збигнев Залевский[пол.]
- 29 сентября 2000 — 3 октября 2006 — генерал брони Эдвард Петшик
- 3 октября 2006 — 15 сентября 2009 — генерал брони Вальдемар Скшипчак[пол.]
- 15 сентября 2009 — 10 апреля 2010 — генерал брони (звание присвоено посмертно) Тадеуш Бук[9]
- 10 апреля 2010 — 20 мая 2010: дивизионный генерал Эдвард Грушка[пол.], начальник штаба, исполняющий обязанности командующего
- 20 мая 2010 — 31 декабря 2013: Збигнев Гловенка[пол.], бывший командующий Силезским военным округом[10]